# Siplizumab
Il siplizumab (il cui nome tecnico è MEDI-507) è un anticorpo monoclonale umanizzato, di derivazione murina, facente parte dell'isotipo IgG1K e che ha per target il CD2, cluster di differenziazione presente in particolare sulla membrana cellulare dei linfociti T e delle cellule natural killer. Agendo da immunosoppressore nei riguardi del CD2, può inibire la risposta infiammatoria autoimmune nel suo complesso. Sulla base di queste potenzialità ne è stata studiata la possibile applicazione nel trattamento della psoriasi e nella prevenzione della malattia da trapianto contro l'ospite, processo citotossico meglio noto con l'espressione inglese graft-versus-host disease.